# El Peñol (Nariño)
El Peñol is een gemeente in het Colombiaanse departement Nariño. De gemeente telt 16.223 inwoners (2018).
Albán · Aldana · Ancuyá · Arboleda · Barbacoas · Belén · Buesaco · Chachagüí · Colón · Consacá · Contadero · Córdoba · Cuaspud · Cumbal · Cumbitara · El Charco · El Peñol · El Rosario · El Tablón de Gómez · El Tambo · Francisco Pizarro · Funes · Guachucal · Guaitarilla · Gualmatán · Iles · Imués · Ipiales · La Cruz · La Florida · La Llanada · La Tola · La Unión · Leiva · Linares · Los Andes · Magüi · Mallama · Mosquera · Nariño · Olaya Herrera · Ospina · Pasto · Policarpa · Potosí · Providencia · Puerres · Pupiales · Ricaurte · Roberto Payán · Samaniego · San Bernardo · Sandoná · San Lorenzo · San Pablo · San Pedro de Cartago ·  Santa Bárbara · Santacruz · Sapuyes · Taminango · Tangua · Tumaco · Túquerres · Yacuanquer